# Oscar Coddron
Oscar Coddron (né 9 avril 1881 à Gand, Belgique et mort en juillet 1960 à Deurle, Laethem-Saint-Martin) est un peintre de paysages, de marines et de figures et un graveur belge.
Au fil du temps, sa palette rejoint celle de l'École de Laethem-Saint-Martin et celle des luministes.

## Biographie

### Famille et formation
Oscar (Oscar Franciscus Paulus) Coddron, né à Gand le 9 avril 1881, est le fils de Ludovicus Coddron, professeur, et de Augusta Ludovica Varsebroucq. Il épouse à Gand le 7 avril 1906 Stephania Maria Verlot.
Il effectue ses études à l'Académie des Beaux-Arts de Gand, où il est élève de Jean Delvin.
En 1907, il se présente au Prix de Rome belge, en proposant sa toile Les Victorieux des temps primitifs qui n'est pas décerné, mais Oscar Coddron obtient un deuxième second prix. Ce prix, assorti d'une bourse d'études, lui permet de voyager aux Pays-Bas, en France et en Italie.

### Carrière
À partir de 1918, Oscar Coddron s'installe à Laethem-Saint-Martin, où il est influencé par les peintres du premier groupe de l'École de Laethem-Saint-Martin, ainsi que par Émile Claus, le plus connu des peintres luministes, une forme d'impressionnisme belge, mais, selon Paul Haesaerts, il se contente de formules faciles.
Professeur de dessin en 1912, puis directeur, de 1937 à 1939, de l'Académie des Beaux-Arts de Gand, Oscar Coddron est également président du Centre d'art de Renaix. Il expose régulièrement ses œuvres en Belgique : au Cercle littéraire et artistique de Gand (à quatre reprises de 1905 à 1912), à Tournai (1924), à Ostende (1948), ou encore à Renaix (1948), etc.. En 1943, une rétrospective de ses œuvres a lieu à la galerie Parthénon à Gand.

En février 1930, Oscar Coddron, expose ses œuvres à la Galerie des artistes français ; le critique du journal Le Soir écrit à ce sujet : 

« Par le dramatisme de ses paysages, M. Coddron se rattache à l'École de Laethem-Saint-Martin et à voir les rudes figures de ses Sarcleuses au modelé sombre et puissant, on songe involontairement à Millet. L'Hiver en Flandre, avec ses fonds vert-glauque et le Paysage, où la route aux grands arbres cambrés fuit vers des perspectives émouvantes, sont des œuvres de haute valeur décorative. Un beau dessin, Étude pour la famille, donne la mesure de ce talent noble et vigoureux. »

Oscar Coddron meurt à Deurle, section de Laethem-Saint-Martin, où il s'était retiré depuis un certain temps, à l'âge de 79 ans, en juillet 1960.

## Œuvres

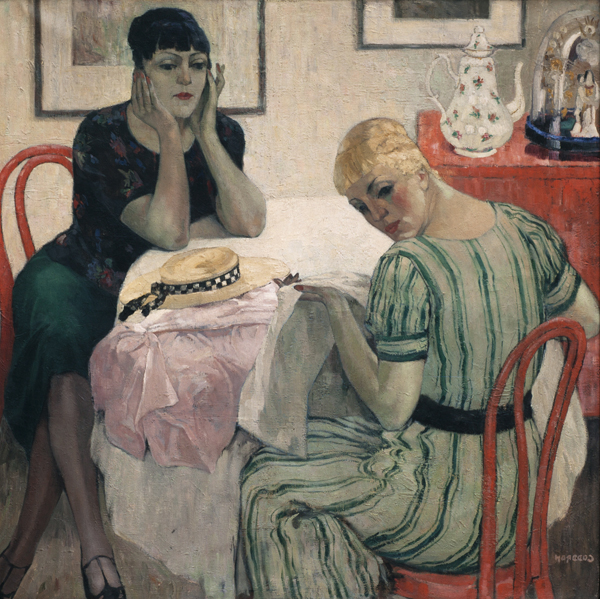
Les Couturières au Musée des Beaux-arts de Tournai.

Entre 1988 et 2023, les œuvres suivantes ont été vendues aux enchères :
- La Fenaison (1910) ;
- Femme assise au bord de la Lys (1916) ;
- Femme aux deux lévriers (1917) ;
- Deux terriers (1919) ;
- Bateau de pêcheurs (1926) ;
- Terneuzen ;
- Le Port d'Ostende ;
- Les coquelicots ;
- Le parc en hiver ;
- Vaches dans un paysage ;
- Automne ;
- Le parc ensoleillé ;
- Effets de neige sur le sapin ;
- Jardin sous la neige ;
- La Lecture sur le balcon ;
- Cheval et roulotte dans un paysage enneigé ;
- Chevaux à l'écurie.